# 211
211 (CCXI) var ett normalår som började en tisdag i den julianska kalendern.

## Händelser

### Februari
- 4 februari – Vid kejsar Septimius Severus död i Britannien efterträds han av sina söner Caracalla och Geta. Severus blir sedermera gudförklarad av den romerska senaten.

### December
- 19 december – Vid Getas död blir Caracalla ensam romersk kejsare.

### Okänt datum
- Staden Eboracum (York) blir huvudstad i den romerska provinsen Britannia Inferior.
- Dio Cassius blir konsul i Rom.
- Ardashir I blir kung av en del av Persien.
- Markus I efterträds som patriark av Konstantinopel av Filadelfos.

## Avlidna
- 4 februari – Septimius Severus, romersk kejsare sedan 193
- 19 december – Geta, romersk kejsare sedan 209 (mördad)
- Clement av Alexandria (död omkring detta år)
- Serapion av Antiochia, patriark av Antiochia